# Werewolf by Night
Jack Russel omdirigerar hit, för hundrasen se Jack russel terrier.
Werewolf by Night (på svenska ung. "Varulv på natten") är en tecknad serie utgiven av Marvel Comics. Den handlar om en ung man, Jack Russell, som genom en nedärvd förbannelse förvandlas till en varulv vid varje fullmåne. Karaktären är en s.k. antihjälte som gjorde sitt första framträdande i Marvel Spotlight 1972.